# شهرستان مکون (جورجیا)
شهرستان مکون، جورجیا (به انگلیسی: Macon County, Georgia) یک سکونت‌گاه مسکونی در ایالات متحده آمریکا است که در جورجیا واقع شده‌است.